# آبشار بومبورو
آبشار بومبورو (به انگلیسی: Bomburu Ella) آبشاری است که در سری‌لانکا واقع شده و ارتفاع کلی ریزشگاه آن ۱۰۰ متر است.